# Episodi di The Thick of It (prima stagione)
Prima stagione

La prima stagione della serie televisiva The Thick of It, composta da 3 episodi, è stata trasmessa su BBC Four dal 19 maggio al 2 giugno 2005.
In Italia è stata trasmessa, sottotitolata, dalla piattaforma online gratuita VVVVID il 25 settembre 2015.
| nº | Titolo originale    | Titolo italiano         | Trasmissione UK | Trasmissione Italia |
| -- | ------------------- | ----------------------- | --------------- | ------------------- |
| 1  | Series 1, Episode 1 | Stagione 1 - episodio 1 | 19 maggio 2005  | 25 settembre 2015   |
| 2  | Series 1, Episode 2 | Stagione 1 - episodio 2 | 26 maggio 2005  | 25 settembre 2015   |
| 3  | Series 1, Episode 3 | Stagione 1 - episodio 3 | 2 giugno 2005   | 25 settembre 2015   |

## Stagione 1 - episodio 1
- Titolo originale: Series 1, Episode 1
- Diretto da: Armando Iannucci
- Scritto da: Jesse Armstrong e Armando Iannucci

## Stagione 1 - episodio 2
- Titolo originale: Series 1, Episode 2
- Diretto da: Armando Iannucci
- Scritto da: Simon Blackwell, Tony Roche, Jesse Armstrong e Armando Iannucci

## Stagione 1 - episodio 3
- Titolo originale: Series 1, Episode 3
- Diretto da: Armando Iannucci
- Scritto da: Simon Blackwell, Jesse Armstrong e Armando Iannucci